# Arnold Chernushevich
Arnold Chernushevich (en russe, Арнольд Петрович Чернушевич, né le 15 janvier 1933 à Minsk, mort le 2 septembre 1991) est un escrimeur soviétique (biélorusse) pratiquant l’épée.
Il remporte la médaille de bronze par équipes lors des Jeux olympiques de 1960. 